# NGC 4652
NGC 4652 (również PGC 42802) – galaktyka spiralna (Sb), znajdująca się w gwiazdozbiorze Wielkiej Niedźwiedzicy. Odkrył ją John Herschel 1 maja 1831 roku. Jest to galaktyka z aktywnym jądrem typu LINER.